# Derek Theler
Derek Theler (29 ottobre 1986) è un attore e modello statunitense.

## Biografia
È molto portato per gli sport e ama le moto e il calcio. Si è laureato in pre-medicina presso la Colorado State University di Fort Collins. È apparso come un modello in vari spot pubblicitari. Inoltre ha fatto l'audizione per Captain America - Il primo Vendicatore.
Ha iniziato a lavorare come attore nel 2009, in vari ruoli di serie televisiva come Cougar Town e The Middle. Nel 2010 è stato ospite nel programma televisivo The Tonight Show with Conan O'Brien .
Nel 2011 ha recitato in due episodi di 90210.
Dal 2012 ha ottenuto il ruolo di Danny, uno dei protagonisti della sit-com Baby Daddy, trasmessa da ABC Family e nello stesso anno il ruolo di Riggins nella web serie Project S.E.R.A.
Nel 2015, ha interpretato il ruolo di Chase Walker nel film Shark Killer. Ha anche interpretato il ruolo di Jordan nel film natalizio: How Sarah Got Her Wings. Nel 2016 Theler ha interpretato il ruolo di Jake Kenman in Un'estate perfetta.

## Vita privata
All'età di 3 anni gli è stato diagnosticato il diabete di tipo 1.
Dopo 6 anni di relazione, nel 2022 ha sposato l’attrice Lisa Marie Summerscales. Hanno un figlio, nato nel 2024.

## Premi e riconoscimenti
Teen Choice Awards
- 2013 - Nomination al miglior attore emergente in una serie TV
- 2016 - Nomination al miglior bacio in una serie TV con Chelsea Kane

## Filmografia

### Cinema
- Appuntamento con l'amore (Valentine's Day), regia di Garry Marshall (2010)
- In viaggio con una rock star (Get Him to the Greek), regia di Nicholas Stoller (2010)
- Camp Virginovich, regia di Michael Carrera, Russell Stuart (2011)
- Shark Killer, regia di Sheldon Wilson (2015)
- I terribili nove (The Naughty Nine), regia di Alberto Belli (2023)

### Televisione
- The Hills - Serie Tv, se stesso in due episodi. (2007)
- Cougar Town - Serie TV, 1 episodio (2009)
- The Middle - Serie TV, 1 episodio (2009)
- The Tonight Show with Conan O'Brien - programma TV (2009-2010)
- Vampire Zombie Werewolf - serie TV (2010)
- Conan All-star - programma TV (2011)
- 90210 - Serie TV, 2 episodi (2011)
- Project S.E.R.A. - web serie (2012)
- Baby Daddy - serie TV (2012-2017)
- Un angelo a Natale (Heaven Sent), regia di Edmund Entin e Gary Entin – film TV (2015)
- Un'estate perfetta (Secret Summer), regia di Rick Bota – film TV (2016)
- American Gods - Serie TV, episodio 2x06 (2019)
- Dollface - serie TV, episodio 1x07 (2019)
- 68 Whiskey – serie TV, 10 episodi (2020)

## Doppiatori italiani
Nelle versioni in italiano delle opere in cui ha recitato, Derek Theler è stato doppiato da:
- Andrea Mete in Baby Daddy
- Francesco Pezzulli in Un angelo a Natale
- Luca Sbaragli in Dollface